# Narodna stranka – Reformisti
Narodna stranka – Reformisti je hrvatska parlamentarna politička stranka. U programu stranke pozivaju se na narodnjaštvo Mažuranića, Strossmayera i Laginje, te na antifašizam. Predsjednik stranke je Radimir Čačić.

## Izbori
| Izbori | U koaliciji sa | Broj birača        | %                  | Broj zastupnika u saboru | Promjena    | Dio Vlade?    |
| Izbori | U koaliciji sa | (cijela koalicija) | (cijela koalicija) | (samo NS-R)              | (samo NS-R) | (samo NS-R)   |
| ------ | -------------- | ------------------ | ------------------ | ------------------------ | ----------- | ------------- |
| 2015.  | NH-PS          | 34.905             | 1,57               | 1 / 151                  | 1           | Oporba        |
| 2016.  | BM 365         | 76.990             | 4,05               | 1 / 151                  | ▬           | Potpora vladi |
| 2020.  |                | 11.425             | 1,01               | 1 / 151                  | ▬           | Potpora vladi |

| Izbori | Kandidat        | Prvi krug    | Prvi krug  | Drugi krug   | Drugi krug | Rezultat |
| Izbori | Kandidat        | Broj glasova | %          | Broj glasova | %          | Rezultat |
| ------ | --------------- | ------------ | ---------- | ------------ | ---------- | -------- |
| 2015.  | Ivo Josipović   | 687,678      | 38.46 (#1) | 1,082,436    | 49.26 (#2) | Poraz    |
| 2020.  | Zoran Milanović | 562,783      | 29.55 (#1) | 1,034,170    | 52,66 (#1) | Pobjeda  |

| Izbori | U koaliciji sa | Broj birača        | %                  | Broj zastupnika u EP-u | Promjena    |
| Izbori | U koaliciji sa | (cijela koalicija) | (cijela koalicija) | (samo NS-R)            | (samo NS-R) |
| ------ | -------------- | ------------------ | ------------------ | ---------------------- | ----------- |
| 2019.  |                | 9,971              | 0.92               | 0 / 12                 | ▬           |

DIP